# Освальдо Паладіні
Освальдо Паладіні (італ. Osvaldo Paladini, 26 грудня 1866, Сан-Марко-Арджентано — 25 березня 1938, Рим) — італійський адмірал

## Біографія
Освальдо Паладіні народився 26 грудня 1866 року в Сан-Марко-Арджентано. У 1882 році вступив до Військово-морської академії в Ліворно, яку закінчив у званні гардемарина. Ніс службу на броненосцях «Італія», «Сарденья», «Сан Мартіно», протягом 1899—1900 років — на міноносцях.
У 1904 році отримав звання капітана III рангу та був призначений капітаном есмінця «Аквілоне». У 1908 році, будучи заступником капітана броненосця «Вітторіо Емануеле», брав участь у ліквідації землетрусу в Мессіні, за що був нагороджений Бронзовою медаллю «За громадянські заслуги».
У 1909 році отримав звання капітана II рангу. У 1911—1912 роках брав участь в італійсько-турецькій війні, командуючи крейсером «П'ємонте».
7 січня 1912 року крейсер «П'ємонте» та два есмінці «Артільєре» та «Гарібальдіно», крейсуючи у Червоному морі, помітили дванадцять турецьких кораблів в затоці поблизу міста Ель-Кунфіда.
Кораблі вступили у бій, який тривав три години. Внаслідок бою були потоплені 4 турецькі канонерські човни, а одна яхта та чотири дау були захоплені. Три канонерські човни, які отримали значні пошкодження, викинулись на берег. Наступного дня вони були знищені італійськими моряками. За цю перемогу Освальдо Паладіні був нагороджений Савойським військовим орденом.
У 1913 році Освальдо Паладіні отримав звання капітана I рангу та був призначений капітаном броненосця «Рома», яким командував і після вступу Італії у Першу світову війну. У 1917 році отримав звання контрадмірала, у 1918 році призначений командувачем 3-ї ескадри. 2 жовтня 1918 року командував атакою на Дураццо.
Після закінчення війни був Верховним командувачем італійських військово-морських сил в Албанії, у 1920 році призначений Військово-морським командувачем в Анконі.
У 1920 році переведений в резерв. У 1923 році отримав звання ескадреного віцеадмірала, у 1926 році — ескадреного адмірала. У 1930 році вийшов у відставку.
Помер 25 березня 1938 року в Римі. Похований на кладовищі Кампо Верано.

## Нагороди
- Кавалер Савойського військового ордена
- Командор Савойського військового ордена
- Кавалер Ордена Корони Італії
- Офіцер Ордена Корони Італії
- Великий офіцер Ордена Корони Італії
- Кавалер Ордена Святих Маврикія та Лазаря
- Офіцер Ордена Святих Маврикія та Лазаря
- Пам'ятна медаль італійсько-турецької війни 1911—1912
- Золотий хрест за вислугу років (40 років)
- Почесна медаль за довголітнє судноводіння (20 років)
- Пам'ятна медаль на честь об'єднання Італії
- Медаль Перемоги
- Бронзова медаль «За громадянські заслуги»

## Галерея

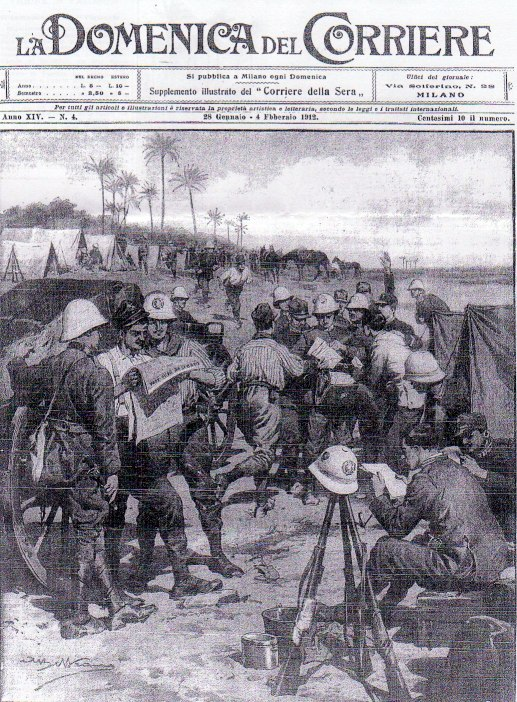
Обкладинка журналу «La Domenica del Corriere» з повідомленням про перемогу у бою в затоці Кунфіда
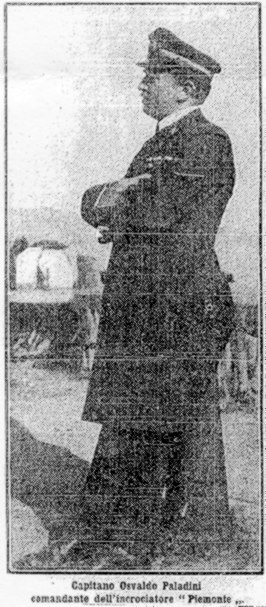
Фото капітана Паладіні в журналі «La Domenica del Corriere»